# École de mathématiques et de navigation de Moscou
L'École de mathématiques et de navigation de Moscou (en russe : Школа математических и навигацких наук), est un établissement d'enseignement russe fondé par Pierre le Grand en 1701.

## Histoire
Située dans la tour Soukharev, l'école offre pour la première fois aux Russes un enseignement technique et une grande partie de son programme est consacrée à la formation de marins, d'ingénieurs, de cartographes et de bombardiers pour soutenir la marine et l'armée en expansion de Pierre le Grand. C'est le précurseur du système moderne d'enseignement technique de la Russie. En 1712, les classes d'artillerie et d'ingénierie sont transférées à Saint-Pétersbourg pour fonder l'école d'ingénieurs et l'école d'artillerie. Abram Petrovich Gannibal est le premier directeur de l'école d'ingénieurs. En 1715, les classes de navigateurs sont transférées à Saint-Pétersbourg pour fonder l'Académie de Marine. L'école ferme ses portes en 1752.

## Élèves
- Ivan Ievreïnov
- Fiodor Loujine
- Stepan Malyguine
- Vassili Prontchichtchev
- Alekseï Tchirikov

## Enseignant
- Andreï Nartov